# Hod kládou

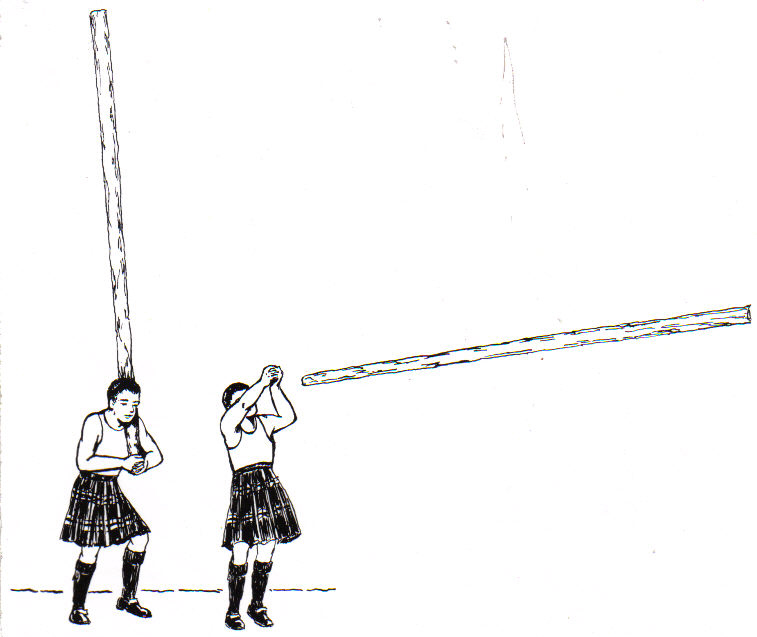
Dvě fáze hodu kládou

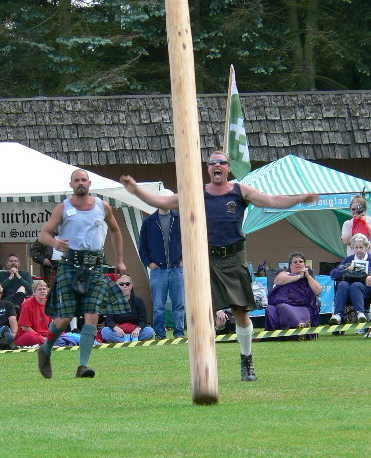
Skotský hod kládou

Hod kládou (anglicky caber toss) je tradiční skotská sportovní disciplína, se kterou se nejčastěji setkáme na skotských hrách (Highland games). Nejedná se o hod na maximální vzdálenost, ale na přesnost.
Ve Skotsku se na výrobu klády většinou používá modřín, její délka bývá 19 stop a 6 palců (5,94m) a váha 175 liber (79kg). Soutěžící musí kládu nejprve postavit tak, aby směřovala kolmo vzhůru, přičemž její širší konec je nahoře a zužující se konec je na zemi. Poté musí v předklonu kládu zespodu dobře uchopit do obou dlaní a zvednout. To je kritický moment, který vyžaduje velkou praxi, kládu je třeba dobře stabilizovat opřením o rameno a krk. Ve vhodný okamžik se soutěžící krátce rozeběhne a vyhodí kládu směrem kupředu a vzhůru tak, aby opsala oblouk, dopadla na opačný konec a skončila pokud možno rovně, bez odchylek do stran (jinak řečeno, na pomyslném ciferníku hodin stojí soutěžící na šestce a jím vržená kláda je jako hodinová ručička na dvanáctce).
Soutěžící mají většinou k dispozici tři pokusy, rozhodčí měří odchylky klády do stran. Pokud se kláda po dopadu nepřetočí, ale dopadne zpět k soutěžícímu, je to počítáno jako horší výsledek, než jakákoliv odchylka do strany. Tato disciplína vyžaduje nejen velkou sílu, ale i správnou techniku. Je velmi divácky atraktivní a je součástí každých skotských her.

## Galerie

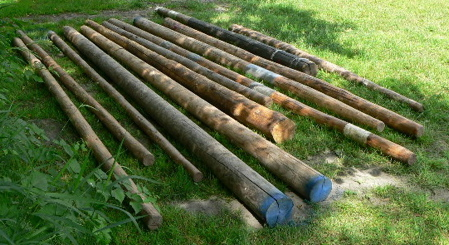
Výběr klád různých velikosti
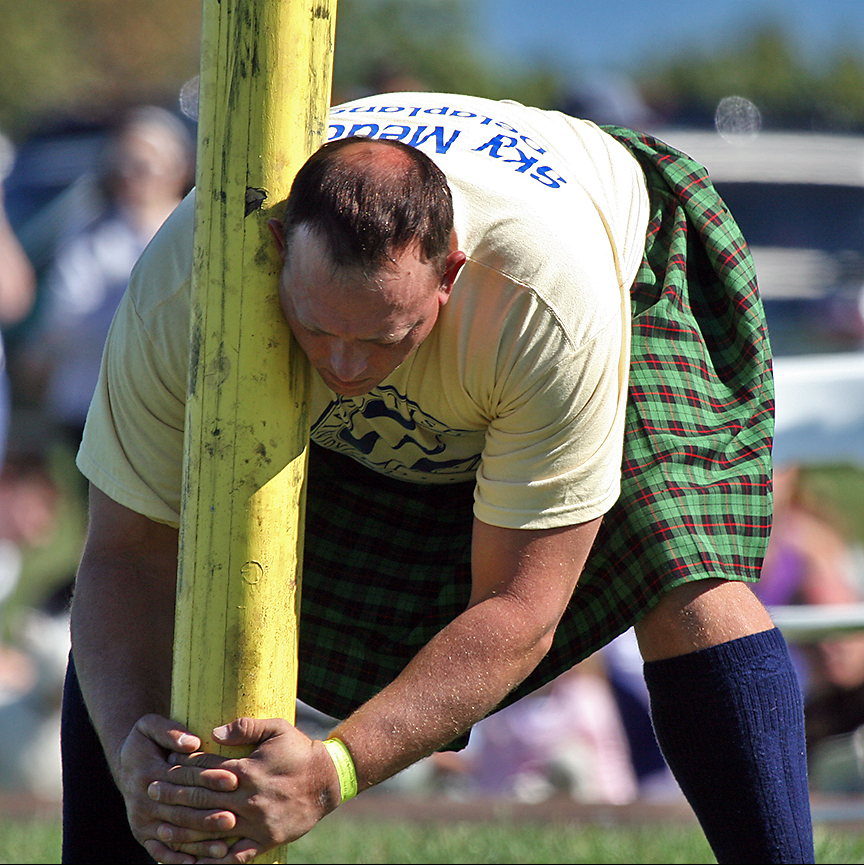
Příprava na zvednutí
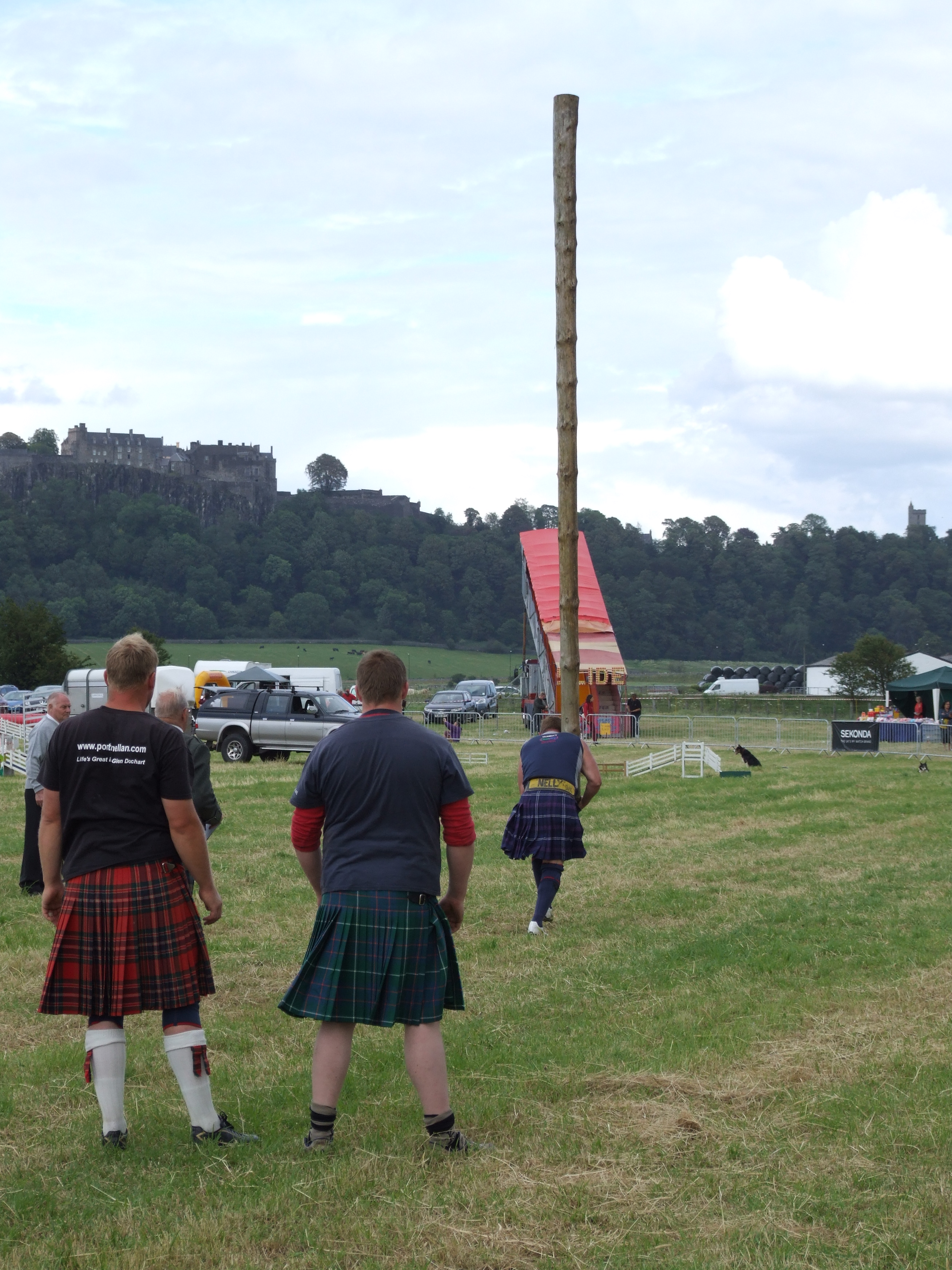
Kritický moment
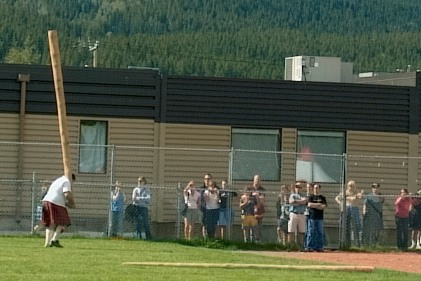
Rozeběhnutí
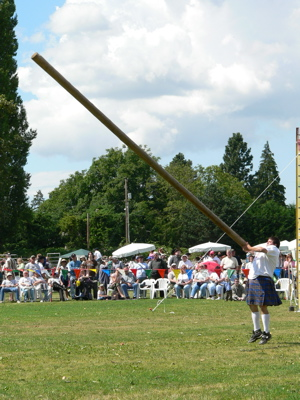
Vyhození klády
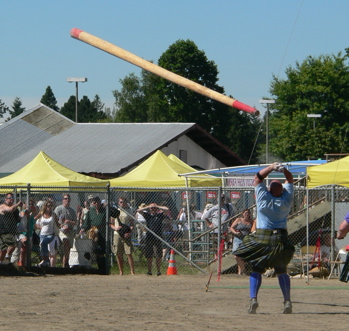
Kláda v letu